# Valentina Ryser
Valentina Ryser (* 22. März 2001) ist eine Schweizer Tennisspielerin.

## Karriere
Ryser begann mit fünf Jahren das Tennisspielen und ihr bevorzugter Spielbelag ist der Hartplatz. Sie spielt hauptsächlich bei Turnieren der ITF Women’s World Tennis Tour, wo sie bisher sieben Turniersiege im Einzel und sechs im Doppel erreichte.
2017 erreichte sie als Qualifikantin das Hauptfeld der Lenzerheide Open, wo sie aber in der ersten Runde Fiona Ganz mit 2:6 und 4:6 unterlag.
2019 erreichte sie bei den Australian Open das Achtelfinale des Juniorinneneinzel, wo sie gegen die spätere Titelträgerin Clara Tauson mit 2:6 und 5:7 verlor. Im Juniorinnendoppel erreichte sie an der Seite von Caijsa Wilda Hennemann ebenfalls das Achtelfinale. Bei den French Open 2019 schied sie im Juniorinneneinzel bereits in der ersten Runde aus, ebenso wie im Juniorinnendoppel an der Seite von Priska Madelyn Nugroho. In Wimbledon unterlag sie im Juniorinneneinzel bereits in der ersten Runde Park So-hyun knapp in drei Sätzen, im Juniorinnendoppel erreichte sie mit ihrer Partnerin Alexandra Vecic das Achtelfinale. Bei den Verbier Open 2019 erreichte sie das Viertelfinale. Im Oktober erreichte sie das Finale des mit 15.000 US-Dollar dotierten Turniers in Scharm asch-Schaich gegen Justina Mikulskytė, das sie mit 6:3, 4:6 und 3:6 nur knapp verlor.
2020 erreichte sie Anfang Februar das Finale des mit 25.000 US-Dollar dotierten ITF-Turniers in Manacor, wo sie Mina Hodzic mit 0:6 und 3:6 unterlag. Beim anschließenden Turnier in Monastir erreichte sie ebenfalls das Finale, das sie gegen Carole Monnet mit 6:4, 1:6 und 2:6 verlor.

## Turniersiege

### Einzel
| Nr. | Datum            | Turnier         | Kategorie | Belag             | Finalgegnerin            | Ergebnis       |
| --- | ---------------- | --------------- | --------- | ----------------- | ------------------------ | -------------- |
| 1.  | 9. Mai 2021      | Ramat haScharon | ITF W15   | Hartplatz         | Lina Glushko             | 7:5, 6:1       |
| 2.  | 17. Juli 2022    | Don Benito      | ITF W15   | Teppich           | Karola Patricia Bejenaru | 4:6, 6:2, 6:1  |
| 3.  | 26. Februar 2023 | Manacor         | ITF W15   | Hartplatz         | Inês Murta               | 6:3, 6:3       |
| 4.  | 5. November 2023 | Sunderland      | ITF W25   | Hartplatz (Halle) | Elena Malõgina           | 6:4, 7:5       |
| 5.  | 21. Januar 2024  | Sunderland      | ITF W35   | Hartplatz (Halle) | Nikola Bartůňková        | 6:3, 7:66      |
| 6.  | 2. Februar 2025  | Glasgow         | ITF W35   | Hartplatz (Halle) | Nikola Bartůňková        | 7:5, 7:64      |
| 7.  | 9. März 2025     | Trnava          | ITF W75   | Hartplatz (Halle) | Tereza Valentová         | 6:4, 3:6, 7:64 |

### Doppel
| Nr. | Datum          | Turnier                 | Kategorie | Belag     | Partnerin              | Finalgegnerinnen                       | Ergebnis          |
| --- | -------------- | ----------------------- | --------- | --------- | ---------------------- | -------------------------------------- | ----------------- |
| 1.  | 31. Juli 2021  | Savitaipale             | ITF W15   | Sand      | Marie Mettraux         | Emily Seibold Anna Ureke               | 6:4, 7:5          |
| 2.  | 15. Juli 2022  | Don Benito              | ITF W15   | Teppich   | Emilie Lindh Gallagher | Tamara Kostic Lucia Peyre              | 7:65, 7:5         |
| 3.  | 23. Juli 2022  | Les Contamines-Montjoie | ITF W15   | Hartplatz | Naïma Karamoko         | Marine Szostak Lucie Wargnier          | 65:7, 6:2, [10:8] |
| 4.  | 20. April 2024 | Calvi                   | ITF W50   | Hartplatz | Urszula Radwańska      | Sarah Beth Grey Amandine Hesse         | 6:3, 6:2          |
| 5.  | 27. April 2024 | Nottingham              | ITF W35   | Hartplatz | Tamira Paszek          | Akiko Ōmae Hikaru Satō                 | 6:2, 7:5, [10:5]  |
| 6.  | 10. Mai 2025   | Platja d’Aro            | ITF W35   | Sand      | Jenny Dürst            | María Martínez Vaquero Alba Rey García | 6:4, 7:5          |

## Weltranglistenpositionen am Saisonende
| Jahr   | 2017 | 2018 | 2019 | 2020 | 2021 | 2022 | 2023 | 2024 |
| ------ | ---- | ---- | ---- | ---- | ---- | ---- | ---- | ---- |
| Einzel | —    | —    | 810  | 696  | 515  | 593  | 343  | 264  |
| Doppel | 1136 | —    | 989  | 807  | 642  | 605  | 593  | 381  |